# Bel e o Dragão

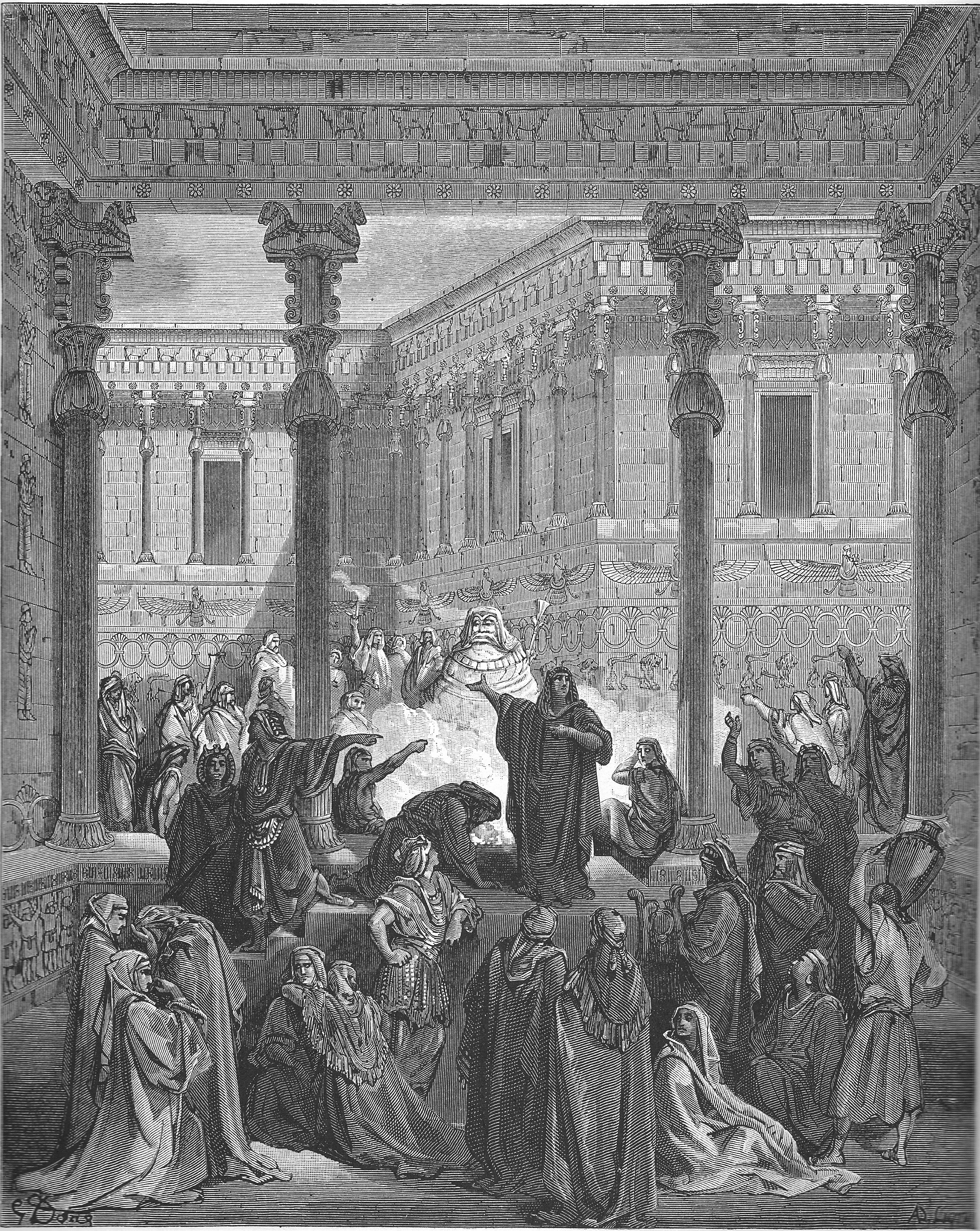
Daniel engana os sacerdotes de Bel

A história de Bel e o Dragão, incorporada como o capítulo 14 das Adições em Daniel, foi escrita em aramaico por volta do final do século II a.C. e traduzida para o grego na Septuaginta. Este capítulo, assim como o capítulo 13, é considerado como deuterocanônico para as Igrejas Católica e Ortodoxas e considerado apócrifo pelos protestantes, geralmente não sendo encontrado em bíblias protestantes atuais, embora ainda fizesse parte da edição original de 1611 da edição da King James Version ("KJV"). A história está listada no artigo VI dos Trinta e Nove artigos da Igreja Anglicana.

## Narrativa
O capítulo é constituído de três narrativas independentes que colocam Daniel na corte de Ciro II, rei dos persas: "Quando o rei Astíages foi ter com os seus ancestrais, Ciro, o persa, o sucedeu em seu reino.". Lá, Daniel "foi um companheiro do rei e era o mais honrado entre eles" (14:1)

### Bel
A narrativa de Bel (14:1-22) ridiculariza a adoração aos ídolos. Nela, o rei pergunta à Daniel: "Você não acha que Bel é um deus vivo? Você não vê que ele come e bebe todos os dias?", ao que Daniel responde que o ídolo é feito de argila coberta de bronze e, assim, não poderia comer e nem beber.
Enfurecido, o rei ordena que os setenta sacerdotes de Bel mostrem quem consome as oferendas feitas ao ídolo. Os sacerdotes desafiam o rei a depositar suas oferendas, como sempre fizera (que eram as "doze medidas grandes de farinha de boa qualidade, quarenta ovelhas e seis vasilhas de vinho"), e então a selar a entrada para o templo com seu anel: se Bel não consumisse as oferendas, os sacerdotes poderiam ser sentenciados à morte. Caso contrário, Daniel o seria.
Daniel então prova, através de um estratagema - ele espalhou cinzas por todo o perímetro do templo, na presença do rei e após os sacerdotes terem partido - que as oferendas sagradas de Bel eram, na realidade, consumidas à noite pelos sacerdotes e por suas esposas e filhos, que entravam por uma passagem secreta após as portas do templo terem sido seladas.
Na manhã seguinte, Daniel chama a atenção para as pegadas no chão do templo. Os sacerdotes de Bel foram então presos e, confessando seus atos, mostraram a passagem secreta que se utilizavam para entrar no templo. Eles, suas esposas e filhos, foram executados e Daniel obteve a permissão para destruir o ídolo de Bel e seu templo.

### O dragão

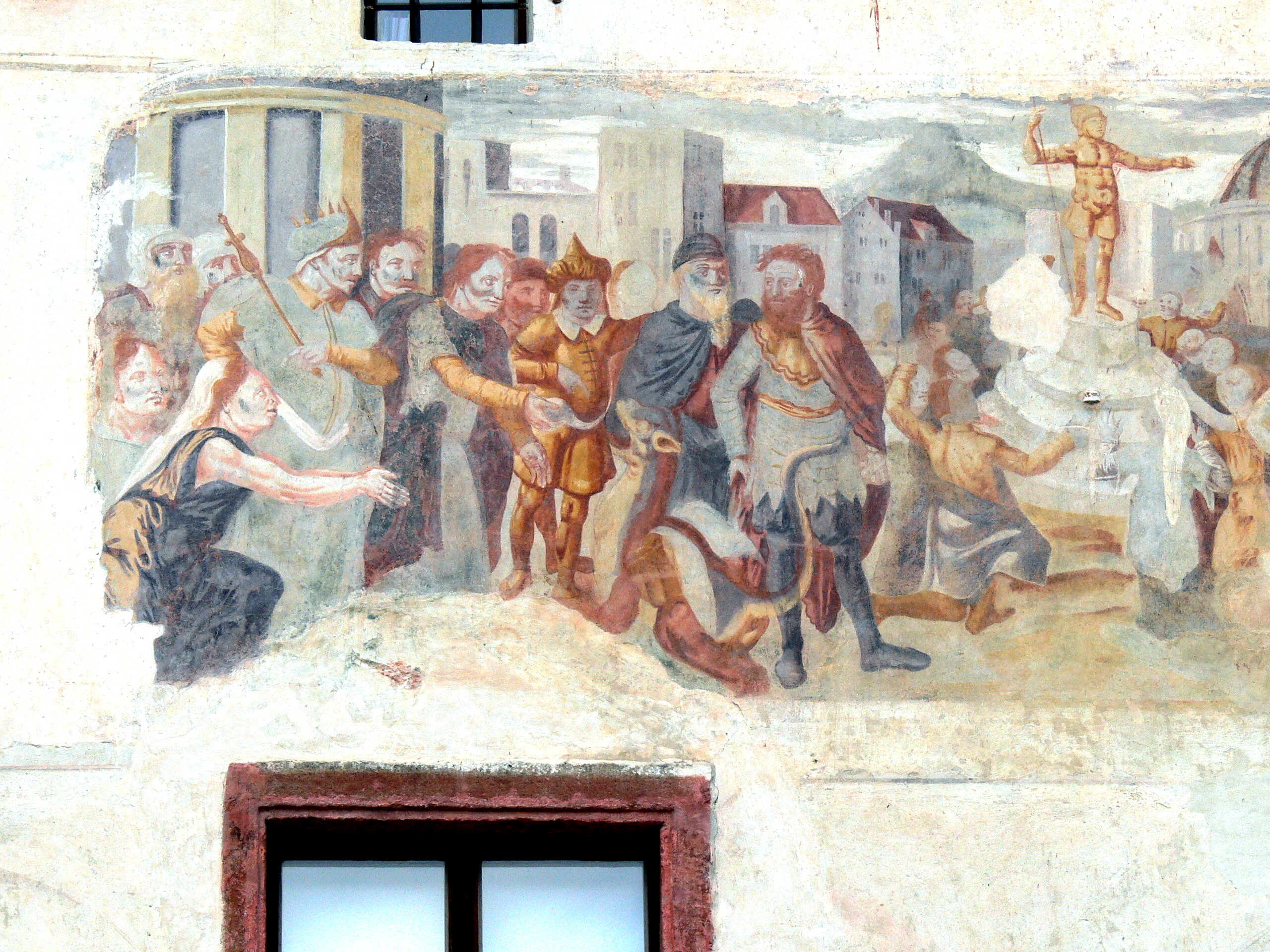
Daniel mata o dragão servindo-lhe pão envenenado, afresco de 1580 no Castelo de Parz, Áustria.

Na breve, e autônoma, narrativa seguinte sobre o dragão (14:23-30), "…havia um grande dragão, que os babilônios reverenciavam." Neste caso, o deus não é um ídolo. Porém, Daniel mata o dragão misturando piche, gordura e cabelos (trichas) para fazer pães (mazas, bolos de cevada, traduzido como "massas") que fizeram com que o dragão explodisse após comê-las. Em outras versões, outros ingredientes serviram ao mesmo propósito: em uma versão da Midrash, palha foi servida, na qual pregos estavam escondidos ou peles de camelo foram preenchidas com carvão em brasa. No ciclo alexandrino de romances, foi o próprio Alexandre, o Grande quem teria matado o dragão, servindo-lhe veneno e alcatrão.
O paralelo com a disputa entre Marduque e Tiamat, no qual os ventos (sâru) controlados por Marduque fizeram Tiamat explodir, já foi percebida por muitos estudiosos, com "pães de cevada" sendo substituída por "ventos".
Como resultado, os babilônios ficaram indignados: "O rei se tornou um judeu, ele destruiu Bel e matou o dragão, e assassinou os sacerdotes", eles afirmaram, e demandaram que Daniel lhes fosse entregue.

### Daniel na cova dos leões

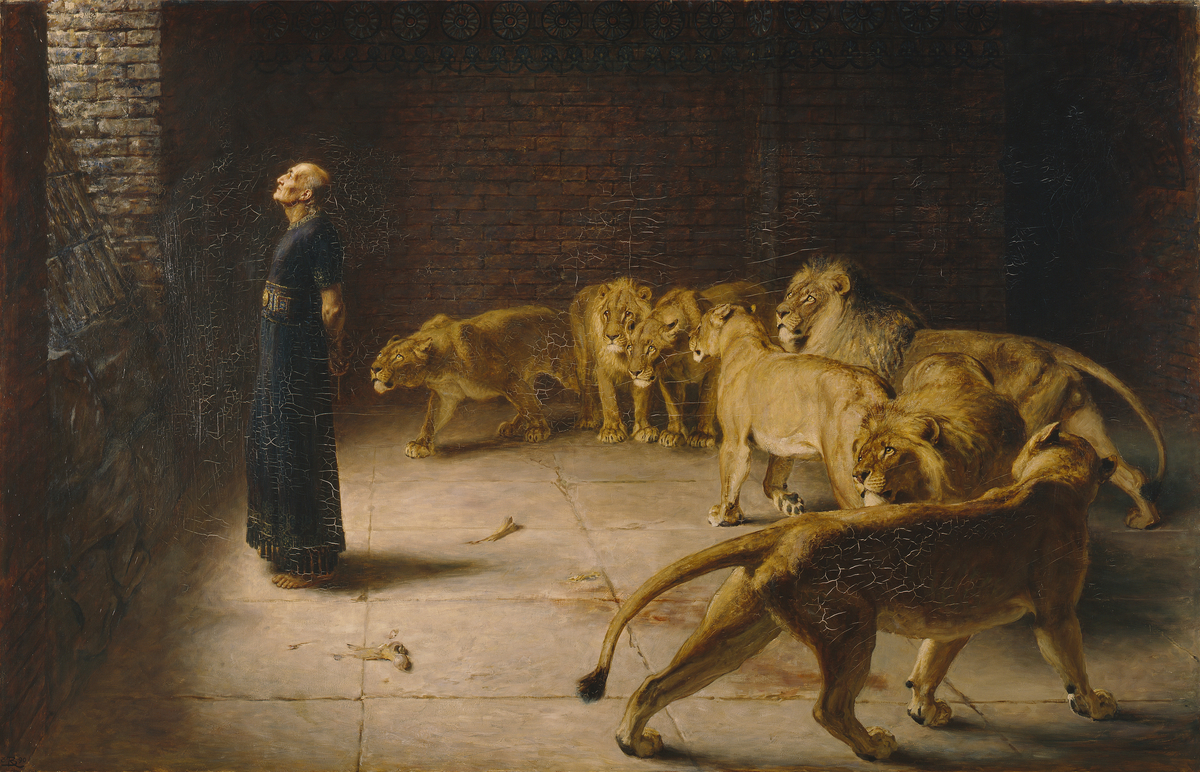
Daniel na cova dos leões, por Briton Rivière

A terceira narrativa (14:31-42), Daniel na cova dos leões, é, aparentemente, a primeira ou a segunda viagem de Daniel. Ela já foi entendida como sendo uma consequência do episódio anterior, mas, na Septuaginta, o episódio é precedido de uma nota: "Da profecia de Habacuque, filho de Jesus, da tribo de Levi". Daniel não é molestado na cova e os sete leões foram alimentados pela milagrosa providência do profeta Habacuque. "No sétimo dia, o rei veio velar por Daniel. Quando ele se aproximou da cova, lá estava Daniel! O rei gritou alto: 'És grande, Ó Senhor, Deus de Daniel, e não há nenhum além de Ti!' Ele então libertou Daniel e jogou na cova os que haviam tentado destrui-lo e eles foram imediatamente devorados diante dos olhos do rei."
O texto grego de "Bel e o dragão" existe em duas versões. A primeira, representada na minoria dos manuscritos, às vezes chamadas de versão "Grega Antiga", que parece ser a tradução da Septuaginta, e que era evidentemente tão insatisfatória que a igreja antiga optou por substituí-las pela versão de Teodócio nas cópias oficiais da LXX que sobreviveram.